# HD7898
HD7898 — хімічно пекулярна зоря спектрального класу A6, що має видиму зоряну величину в смузі V приблизно  7,6.
Вона  розташована на відстані близько 514,4 світлових років від Сонця.